# Sályi István
Sályi István (eredetileg Springer, Budapest, 1901. október 8. – Miskolc, 1974. december 19.) Kossuth-díjas gépészmérnök, egyetemi tanár. 1950 és 1961 között a Nehézipari Műszaki Egyetem rektora.

## Élete, munkássága
Sályi István Springer István néven született, a nevét 1936-ban változtatta Sályira. Apja Springer Ferenc ügyvéd, az FTC alapító elnöke, anyja Bauer Mária Kornélia volt. Középiskolai érettségi vizsgáját 1919-ben tette le, majd a budapesti József Nádor Műszaki Egyetemre járt, ahol 1923-ban gépészmérnöki diplomát szerzett. 1923-ban megnősült, felesége Némethy Ilma (1902–1972), két fia (István és Béla) szintén gépészmérnök és egyetemi tanár lett.
Végzés után a Ganz Vagon- és Gépgyárban volt mérnök 1928-ig, és közben – mérnöki ismeretei kitágítása érdekében – matematikai tanulmányokat folytatott a budapesti Pázmány Péter Tudományegyetemen és a debreceni Tisza István Tudományegyetemen. Debrecenben 1928-ban szerezte meg doktori címét („sub auspiciis gubernatoris doctor” kitüntető gyűrűvel) matematikából. 1928-tól a Műegyetem Műszaki Mechanika Tanszékén volt tanársegéd, közben 1931-ben Amerikában, a washingtoni National Bureau of Standardsben kutatott ösztöndíjjal. Ezeket az eredményeket felhasználva készített doktori disszertációt (A beton lassú alakváltozása), ami alapján 1936-ban a Műegyetemen műszaki doktorrá avatták.
Pattantyús-Ábrahám Géza felkérésére megírta az 1937-ben megjelent Pattantyús Gépészeti Zsebkönyvbe a Mennyiségtan, a Mechanika és a Szilárdságtan című fejezeteket. Ezekben – kihasználva fejlett matematikai ismereteit – a mechanika modern vektoros-tenzoros tárgyalásával új szemléletet igyekezett meghonosítani szakterületén, de ez a törekvése majd miskolci tanszékvezetése során fog maradéktalanul megvalósulni. 1937-ben elhagyta az egyetemet, és a Szabadalmi Bíróságon dolgozott. 1939-ben magántanár lett a József Műegyetemen, a gépész karon, majd 1946-tól meghívottként előadta a „Statika”, később a „Mechanika” című tantárgyat. Statika című egyetemi jegyzetét 1948-ban írta meg az Állami Műszaki Főiskolán tartott előadásai segítésére.
1949-ben megbízást kapott a Miskolcon újonnan alapított Nehézipari Műszaki Egyetem Mechanikai Tanszékének vezetésére, a tanszék és az oktatás megszervezésére. Az első tanévben még minden tanszéki előadást ő tartott meg, és egyedül vizsgáztatta a rengeteg hallgatót. Tudni kell, hogy a Mechanikai Tanszék nemcsak a gépész hallgatókat oktatta, de a kohászokat is és a bányászokat is. 1950. február 28-án egyetemi tanárrá nevezték ki. Az tanszéki oktatói létszámot lassan sikerült növelnie, elfoglaltsága némiképp csökkent, így sorra írhatta nélkülözhetetlen egyetemi jegyzeteit (Szilárdságtan I–II., Mechanikai példatár, Kinematikai és kinetika, Lengéstan stb.). Az 1960-as évek elején jutott oda, hogy bevezethette a kötött vektorrendszerek általános tárgyalását, korszerű és egységes keretbe foglalva a mechanika nevezetes vektorrendszereire (a szögsebesség-, az impulzus-, a kinetikai és az erő vektorrendszerre) vonatkozó ismereteket. 1966-ban indult be az alkalmazott mechanikai ágazat, amelynek kidolgozásában döntő szerepe volt. Ugyanakkor fontos feladatának tekintette a fiatal oktatók és kutatók munkájának segítését, miközben a tankönyvek és jegyzetek írásáról sem feledkezett meg (Műszaki mechanika I–II., Mechanika, Dinamika I–II., Szilárdságtani példatár II.), és főszerkesztője volt a Pattantyús Gépész- és villamosmérnökök kézikönyve 1–2-nek. Kezdeményezésére számos mechanikai témájú konferencia és szimpózium megrendezésére is sor került. Sályi István 22 évig, az 1970–71. tanév végéig vezette a Mechanikai Tanszéket.
A Gépészmérnöki Kar 1950. január 25-én dékánnak választotta, de ez nem kapott miniszteri megerősítést, mert a Minisztertanács 1950. november 23-án rektorrá nevezte ki (az első tanévben még Szádeczky-Kardoss Elemér volt a rektor). A rektori tisztséget több mint tíz évig, 1961. július 31-éig töltötte be. A kezdetkor új egyetemen az épületek még nem készültek el, az oktatás a városban szétszórt helyeken történt. Csak 1952 őszén sikerült a rektornak az Egyetemvárosban megteremteni az oktatás alapszintű feltételeit.
Oktatói, egyetemi vezetői munkája mellett tudományos és társadalmi feladatoknak is eleget tett: 1953–1974 között országgyűlési képviselő, 1953–1963 között az Ipari Bizottság elnöke, 1958–1973 között a Tudományos Minősítő Bizottság tagja, 1963–1974 között pedig az Elnöki Tanács tagja volt. Mindemellett akadémiai bizottságok tagja és elnöke volt, öt évig az IUTAM (International Union of Theoretical and Applied Mechanics) magyar nemzeti bizottságának az elnöki tisztét is ellátta.

## Elismerései
- 1953 – Kossuth-díj
- 1961 – A Munka Vörös Zászló Érdemrendje
- 1968 – a Munka Érdemrend arany fokozata
- 1974 – a Magyar Népköztársaság Zászlórendje
- 1973 – Miskolc város díszpolgára
- 1973 – a Nehézipari Műszaki Egyetem tiszteletbeli doktora

## Válogatott publikációi
- Bolyai János geometriai axiómájának kiegészítése. Német nyelvű összefoglalóval Ergänzung der geometrischen Axiomatik Johann Bolyai’s címen. A debreceni Tisza István Tudományegyetemre benyújtott doktori értekezés. Budapest, Atheneum Nyomda, 1927, 106.
- Hozzászólás a Mohr-féle burkológörbéről és Még egyszer a Mohr-féle burkoló-görbéről című közleményekhez. Technika 13. (1932) 10., 188–190.
- A beton lassú alakváltozása. Német nyelvű összefoglalóval Die langsame Formänderung des Betons címen. (A József Nádor Műszaki és Gazdaságtudományi Egyetemre benyújtott doktori értekezés.) Budapest, Magyar Anyagvizsgálók Egyesületének kiadása. 1935, 37.
- Mennyiségtan. A Gépészeti zsebkönyv (főszerk. Pattantyús Ábrahám Géza) I. kötetének egyik főfejezete. Budapest, Királyi Magyar Egyetemi Nyomda. 1937, 9–116.
- Mechanika. A Gépészeti zsebkönyv (főszerk. Pattantyús Ábrahám Géza) I. kötetének egyik főfejezete. Budapest, Királyi Magyar Egyetemi Nyomda, 1937, 136–204.
- Szilárdságtan. A Gépészeti zsebkönyv (főszerk. Pattantyús Ábrahám Géza) I. kötetének egyik főfejezete. Budapest, Királyi Magyar Egyetemi Nyomda, 1937, 349–393.
- Eljárás többtömegű rendszerek önlengésszámának grafikus meghatározására, Technika. 22. (1941) 7., 270–273.
- Ein graphisches Verfahren zur Bestimmung der Eigenfrequenzen von Systemen mit mehreren Massen, Ingenieur-Archiv 13. (1942/43) 2. 104–109 Nachtrag 5.330.
- Statika. Főiskolai jegyzet, Budapest, 1948,149.
- Mechanikai példatár. Egyetemi jegyzet, Miskolc, 1950, 60.
- Szilárdságtan I. Egyetemi jegyzet, Miskolc. 1950, 203.
- Szilárdságtan II. Egyetemi jegyzet, Miskolc, 1950, 253.
- Kinematika és kinetika. Egyetemi jegyzet, Miskolc, 1951, 182.
- Lengéstan. Egyetemi jegyzet, Miskolc, 1951, 173.
- A korszerű méretezés néhány kérdése. Magyar Technika 6. (1951) 4., 70–79.
- A vektorszámítás elemei. Mérnöki Továbbképző Intézet, G.76. Budapest, 152–184.
- Statika. Egyetemi jegyzet, Miskolc. 1953, 105.
- Kiegészítés a folytatólagos tartók elméletéhez, MTA Műszaki Tudományok Osztálya Osztályközleményei, 9. (1953) 1–4, 237–256.
- Addition to the Theory of Continuous Griders, Acta Technica Hung. 7. (1953) 1–2., 125–146.
- Szilárdságtani példatár I. (társszerk. Fáber Gusztáv). Tankönyvkiadó. Budapest, 1957, 378.
- Csillapított rendszerek gerjesztett lengései. Nehézipari Műszaki Egyetem magyar nyelvű közleményei. 1. (1957), 327–335.
- Komplex változós függvények az elméleti rugalmasságtanban. Nehézipari Műszaki Egyetem magyar nyelvű közleményei. 2. (1958), 5–28.
- Műszaki mechanika I. – A kinematika elemei. 1. kiad. Tankönyvkiadó. Budapest, 1960, 238.
- Pattantyús: Gépész- és villamosmérnökök kézikönyve 1. (főszerkesztő és az előszó szerzője). Műszaki Könyvkiadó. Budapest, 1960, 320.
- Pattantyús: Gépész- és villamosmérnökök kézikönyve 2. (főszerkesztő és Zsák Ervin társszerzővel Az ütközés fejezet szerzője (653–660). Műszaki Könyvkiadó. Budapest, 1961. 1996.
- Mechanika. Egyetemi jegyzet, Mérnöki Továbbképző Intézet, N.G.4. Budapest, 1963, 263.
- Szilárdságtani példatár II. Társszerkesztő: Fáber Gusztáv. Tankönyvkiadó. Budapest, 1964, 534.
- Dinamika I. Egyetemi jegyzet, Tankönyvkiadó. Budapest, 1964, 167.
- Dinamika II. Egyetemi jegyzet, Tankönyvkiadó. Budapest, 1965, 271.
- Műszaki mechanika II. – A dinamika elemei. Tankönyvkiadó. Budapest, 1966. 398.